# Педро Нарессі
Педро Нарессі (порт. Pedro Naressi, нар. 10 січня 1998, Сан-Жозе-дус-Кампус) — бразильський футболіст, півзахисник болгарського клубу «Лудогорець». Виступав також за низку бразильських клубів. Триразовий чемпіон Болгарії, дворазовий володар Кубка Болгарії та триразовий володар Суперкубка Болгарії.

## Ігрова кар'єра
Педро Нарессі народився 1998 року в місті Сан-Жозе-дус-Кампус. Займався в юнацьких команд футбольних клубів «Жозеенсе», «Сан-Жозе», «Можі-Мірім» та «Ред Булл Бразил». У 2016 році розпочав виступи на футбольних полях в складі команди «Сан-Жозе-дос-Кампос», проте ще в цьому році став гравцем команди «Ред Булл Бразіл», у якій грав до 2019 року. З 2019 до 2020 року Нарессі грав у складі клубу «Ред Булл Брагантіно», а в 2020 році став гравцем клубу «Сеара». у 2022 році футболіста віддали в піврічну оренду до клубу «Спорт Ресіфі».
З другої половини 2022 року Педро Нарессі грає у складі болгарського клубу «Лудогорець». У складі болгарської команди бразильський півзахисник тричі поспіль став чемпіоном Болгарії, також двічі став володарем Кубка Болгарії та триразовим володарем Суперкубка Болгарії.

## Титули і досягнення
- Чемпіон Болгарії (3):

«Лудогорець»: 2022–2023, 2023–2024, 2024–2025
- Володар Кубка Болгарії (2):

«Лудогорець»: 2022–2023, 2024–2025
- Володар Суперкубка Болгарії (3):

«Лудогорець»: 2022, 2023, 2024